# Necdet Mahfi Ayral
Necdet Mahfi Ayral (* 6. August 1908 in Istanbul, Türkei; † 5. Juni 2004 ebenda) war ein türkischer Theater- und  Filmschauspieler.
Er besuchte das St. Georgs-Kolleg in Istanbul und hatte 1933 seinen ersten Filmauftritt in Kakos dromos.
1998 wurde er beim Filmfestival von Ankara für sein Lebenswerk ausgezeichnet.

## Filmografie
- 1933 – Kakos dromos (The Wrong Road)
- 1933 – Cici berber (The Pretty Barber)
- 1940 – Akasya palas
- 1949 – Efsuncu baba (The Magician)
- 1955 – Sihirli boru (The Magic Tube)
- 1961 – Sahte prens (The False Prince)
- 1996 – Der Bandit (Eskiya)
- 1997 – Hamam – Das türkische Bad (Hamam)